# 山本悌二郎銅像
《山本悌二郎銅像》，又名《山本農相壽像》，是臺灣藝術家黃土水1928年作品，1929年立於橋頭糖廠以感謝台灣製糖會社社長山本悌二郎對臺灣糖業的貢獻，1959年運到日本佐渡市，2022年回歸高雄市。今原版藏於高雄市立美術館，複製品置於橋頭糖廠、國立臺灣美術館、佐渡市真野公園。

## 由來
台灣製糖會社長山本悌二郎返回日本升任農林大臣時，橋頭糖廠廠長金木善三郎為其籌立設置銅像。受委託的黃土水先於1927年製作山本悌二郎的石膏像，次年完成銅像。造型特別處在於下緣不是平整切齊，而是配合人物所著和服呈現如海浪的流動感。石膏像背後寫著「山本農相壽像，1927，D.K.」，D.K.是黃土水日文發音羅馬字首的縮寫。1929年2月5日，山本悌二郎銅像於橋頭糖廠社宅事務所玄關舉行除幕式。

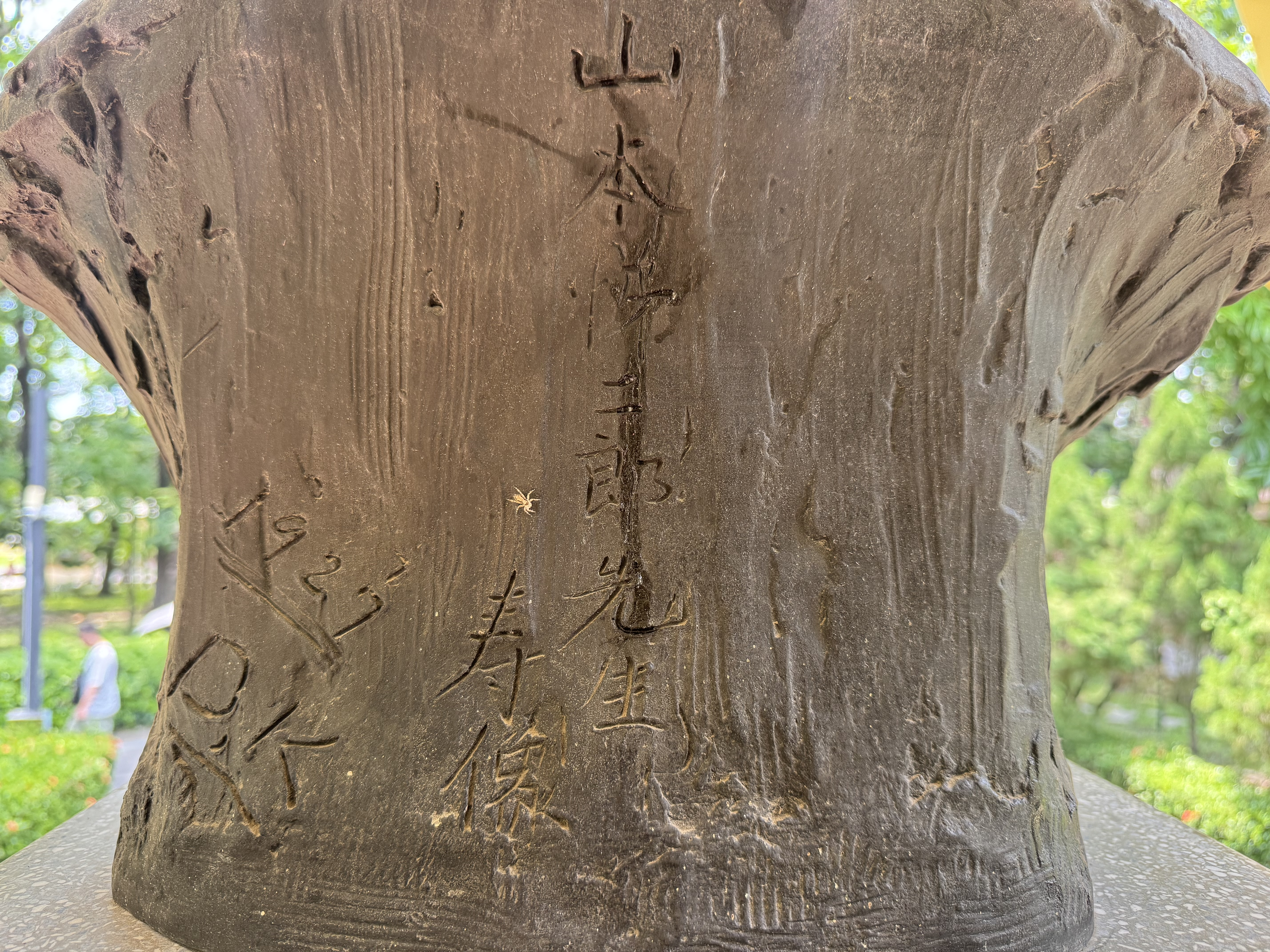
複製銅像背後黃水木簽名

1959年，日本收回高雄橋頭糖廠第一代製糖機械時，此銅像一起運回，輾轉回到山本悌二郎故鄉佐渡市的真野公園。至於石膏像則藏於佐渡市真野分析所大廳入口處。日後，山本悌二郎的後代也會回橋頭糖廠追念。

## 迎回
彰化中學圖書館主任呂興忠曾聯繫大隅良典，以找到山本悌二郎的後代家屬，爭取山本悌二郎石膏像。定居佐渡市的臺灣舞蹈家若林素子（張素真）牽線下，獲佐渡市長三浦基裕同意。山本悌二郎石膏像先於2020年12月21日經東京轉送，次年1月21日在國立臺灣美術館由文化部長李永得、立法院副院長蔡其昌、國美館長梁永斐主持開箱。
2021年12月18日，駐日代表謝長廷回臺灣投票順道走訪橋頭糖廠時，作陪的高雄市長陳其邁請謝長廷促成山本悌二郎銅像回來。

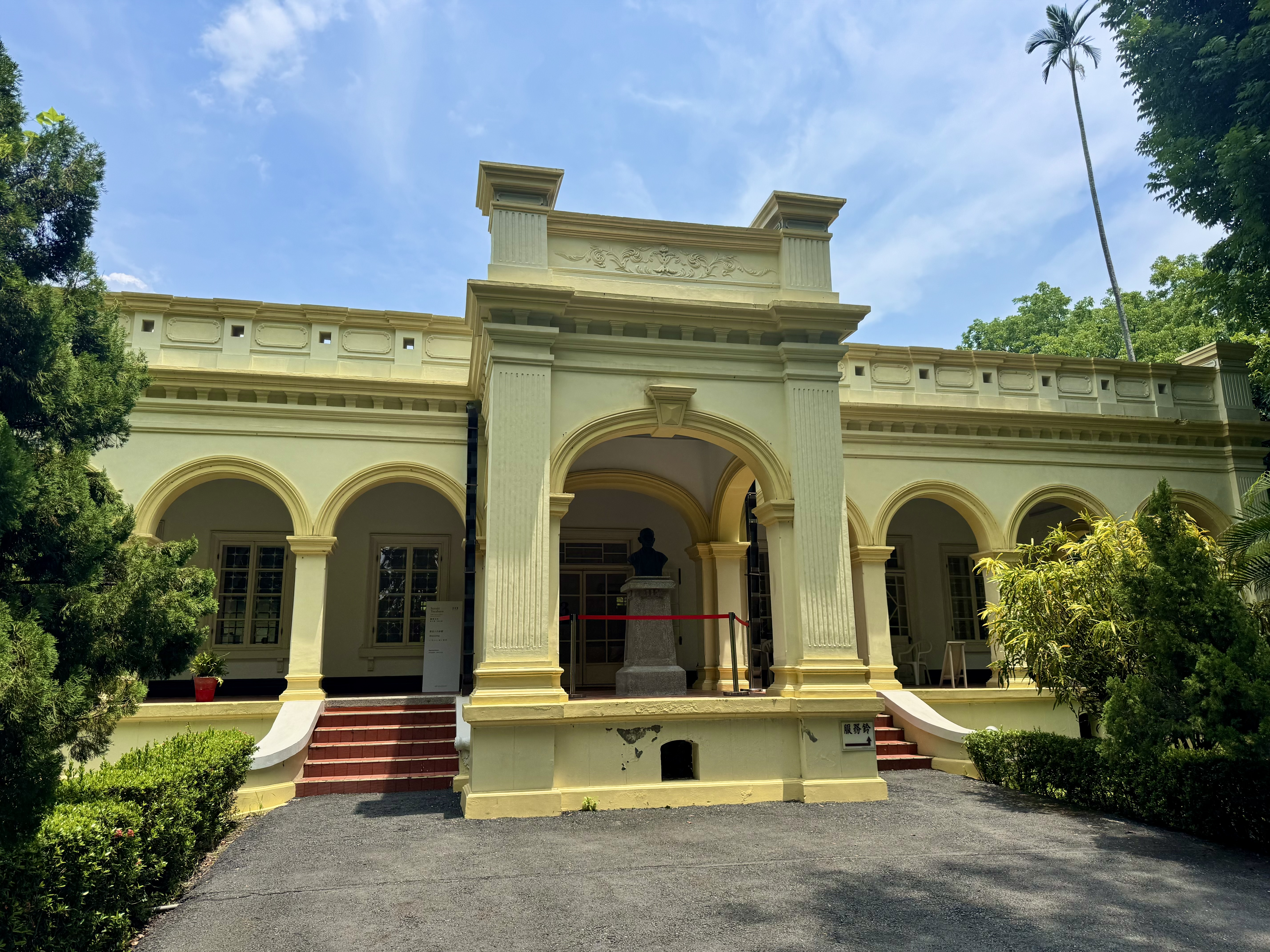
橋頭糖廠社宅事務所與山本悌二郎複製銅像

2022年7月27日，謝長廷代表高雄市政府與佐渡市長渡邊竜五簽署合作備忘錄，以將山本悌二郎銅像迎回高雄。8月19日，在佐渡市副市長伊貝秀一、臺灣代表處教育組組長黃冠超見證下，銅像返鄉。8月28日，駐日代表謝長廷、高雄市副市長史哲、文化部次長李靜慧於高雄市立美術館舉行開箱。除將原件典藏於高美館外，由藝術家黃志偉監製山進藝術翻製三件，以送到橋頭糖廠、佐渡市真野公園、國美館。12月17日，高雄市長陳其邁、佐渡市市長渡邊竜五、文化部次長蕭宗煌、台糖公司董事長陳昭義共同在橋頭糖廠為複製銅像揭幕。
2023年7月22日，駐日代表處大使謝長廷、高雄市副市長林欽榮、佐渡市長渡邊竜五、議長近藤和義等人，在真野公園舉行山本悌二郎複製銅像揭幕。